# Kolej wilanowska

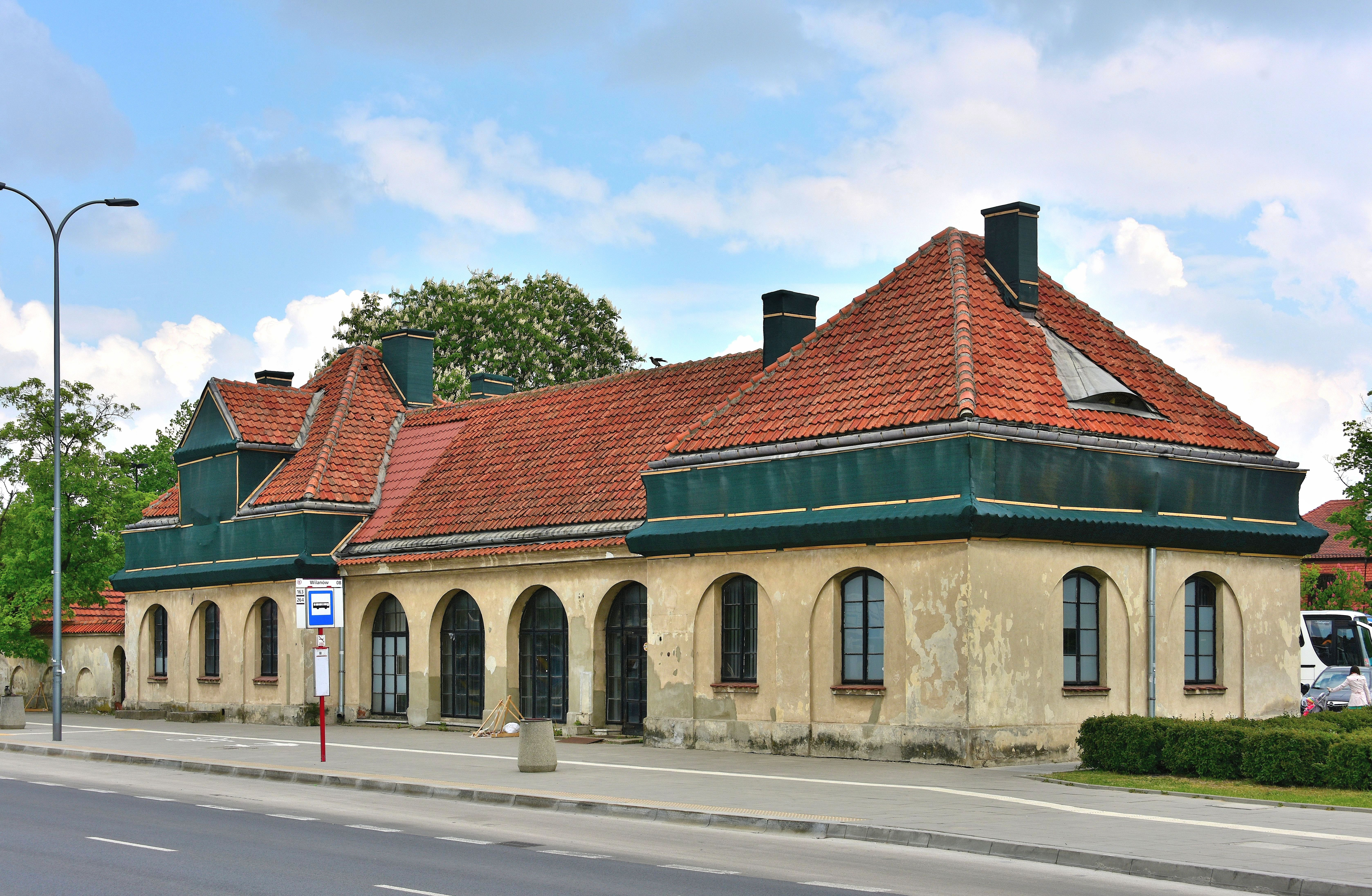
Zachowany budynek dawnego dworca Warszawa Wilanów

Kolej wilanowska, zwyczajowo kolejka wilanowska – nieistniejąca kolej wąskotorowa łącząca warszawski Mokotów z Wilanowem.

## Opis
Kolej wilanowską uruchomiono na początku lat 90. XIX w. jako kolej konną, o nazwie Kolej Konna Wilanowska. Jej powstanie miało związek z coraz popularniejszym w tamtym czasie wśród mieszkańców dużych miast spędzaniem wolnego czasu w podmiejskich miejscowościach letniskowych. W chwili otwarcia 16 maja 1891 roku trasa jej biegła od Rogatek Belwederskich do Czerniakowa. 1 maja 1892 roku przedłużono ją do Wilanowa, w lipcu 1895 roku do Klarysewa, a w następnym roku do Piaseczna. W 1894 roku zbudowano odcinek między Rogatką Belwederską a Mokotowską (Plac Unii Lubelskiej, wówczas Keksholmski), a w 1900 roku połączono go dalej z dworcem towarowym Kolei Warszawsko-Wiedeńskiej, dla uruchomienia na kolei ruchu towarowego. Już w 1896 r. konie zastąpiono lokomotywami. Kolej prowadziło Towarzystwo Akcyjne Drogi Żelaznej Wąskotorowej Wilanowskiej.
W celu ułatwienia wjazdu na skarpę wiślaną na fragmencie linii z ulicy Belwederskiej na Plac Keksholmski dla cięższych pociągów towarowych, wykorzystano kolej zębatą z zębatką Abta i jednym parowozem firmy SLM Winterthur, co było jedynym wykorzystaniem tego mechanizmu na kolejach na ziemiach polskich pod polskim zarządem. Parowóz zębaty eksploatowano od września 1902 roku prawdopodobnie do uszkodzenia w pożarze warsztatów przy Belwederze w 1912 roku (starsze publikacje podawały, że do wywiezienia go przez cofające się wojska rosyjskie w 1915 roku).
W 1932 roku kolej wilanowską, grójecką i jabłonowską połączono pod wspólnym zarządem jako Warszawskie Koleje Dojazdowe. Kolej wilanowska została wówczas włączona do Kolei Grójeckiej. Pierwotnie rozstaw szyn wynosił 800 mm, w 1936 wymieniono na rozstaw 1000 mm. Po 1935 roku zlikwidowano odcinek miejski kolei powyżej Belwederu. W 1957 roku zamknięto ruch od stacji Belweder do stacji Wilanów. Infrastruktura po linii kolejowej została zlikwidowana w roku 1971.
Pozostałością po linii są m.in. budynki dworców zaprojektowane przez Konstantego Jakimowicza w Wilanowie (Warszawa Wilanów) oraz w Klarysewie.

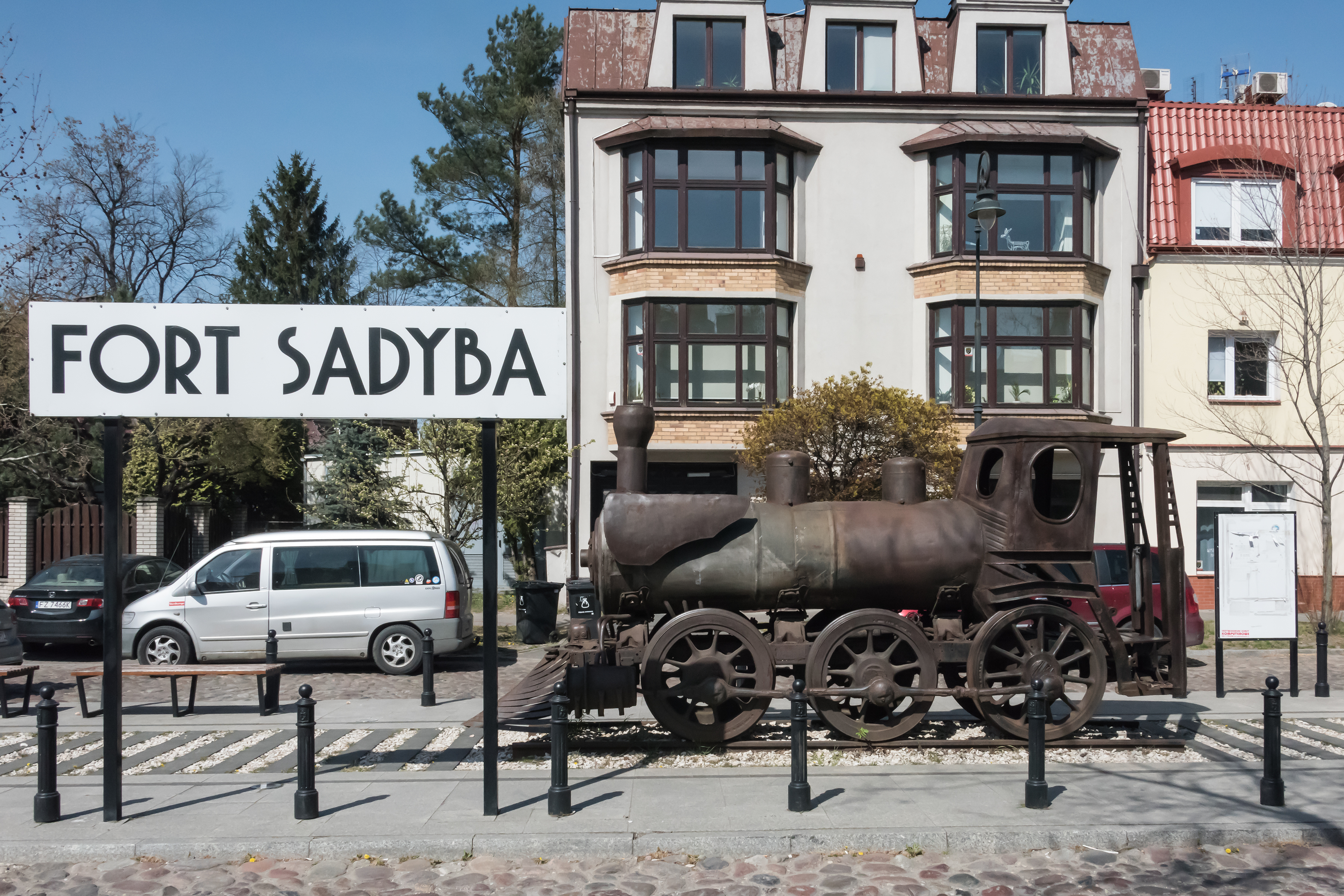
Pomnik Kolei Wilanowskiej przy ul. Okrężnej na Sadybie

Kolej została upamiętniona na warszawskiej Sadybie, gdzie przy ul. Okrężnej znajduje się pomnik lokomotywy autorstwa Jarosława Urbańskiego.